# Statuenspiel
Das Statuenspiel ist ein Partyspiel. Es existiert in vielen Varianten und unter unterschiedlichen Namen.

## Spielregeln
Die Teilnehmer verlassen den Raum. Die Teilnehmer werden nach und nach in Zweiergruppen hereingebeten. Immer zwei Teilnehmer ("Darsteller") müssen eine Figur nach Anweisung des Spielleiters darstellen. Der Spielleiter entwirft dazu ein Szenario: "Ich bin Bildhauer und habe den Auftrag eine Skulptur für ... zu entwerfen." Dann müssen die beiden Teilnehmer die entsprechende Figur darstellen. 

## Spielidee
Gemeinhin dient die dargestellte Figur der Belustigung der übrigen Partygäste. In der Regel wird der Spielleiter ein Szenario entwerfen, was einen engen Körperkontakt der Darsteller erfordert. So werden Berührungsängste abgebaut und zuvor unbekannte Partygäste werden einander vertraut. Das Spiel eignet sich deshalb auch als Kennenlernspiel.

## Variationen
Die Zahl der Variationen ist unbegrenzt und hängt im Wesentlichen von der Kreativität des Spielleiters ab. Diesem kommt auch während der Ausführung des Spiels eine besondere Bedeutung zu. Er muss erkennen, wann Spielteilnehmer sich unwohl fühlen, und entsprechend reagieren. Auch treten während des Spiels unvorhergesehene Spielzustände auf, die der Spielleiter lösen muss.